# IT基础设施
IT基础设施是人們對计算机、網絡設備、計算機網絡以及各种软件等軟硬件的統稱。一個企業可以在公司內部署自己的IT基础设施，也可以由雲端運算開發商提供IT基础设施，也可以將两者相结合。